# Killerpilze
Killerpilze (er tysk og betyder på engelsk “Killer Mushrooms” og på dansk ”dræbersvampe”) er et tysk Pop punk band, fra Wertingen nær ved Dillingen, Tyskland.
Med deres egne sange, sikkrede bandet sig først en trofast fanskare i deres hjemland. I foråret 2006, udgav de, deres debutsingle ”Richtig Scheiße" ("Really Shit" på dansk (virkelig lort), som kom ind som nummer 17 på hitlisterne I Tyskland, efter deres første store succes, har Killerpilze taget verden med storm. De har spillet koncerter i Frankrig, Polen, Tjekkiet og ligeledes i Østrig og Tyskland.

## Bandets historie
Grundstene til bandet Killerpilze blev lagt af Johannes Halbig og Andreas Schlagenhaft i oktober 2002
De fire oprindelige bandmedlemmer var: Manu (kun kendt under fornavnet), Fabian Halbig (Johannes bror), Johannes Halbig og Andreas Schlagenhaft.
Det viste sig hurtigt at Manu, ikke passede sammen med resten af bandet, og han blev kort efter afløst af Maximilian Schlichter, der var guitarist, og efter Maximilian Schlichter tilgang til bandet, fik Andreas Schlagenhaft, rollen som bassist
På dette tidspunkt havde bandet endnu ikke et navn, og det endelige bandt navn, fandt de frem til en dag hvor de spiste sammen, Fabian Halbig bestiller en pizza ved navn Funghi, og kommentere de mange svampe (champignon), der var på pizzaen, med „Die sind ja Killer, die Pilze!“. og baseret på denne kommentar, skulle bandts navn Killerpilze være blevet skabt.
I den første tid skrev bandet deres sange på engelsk såvel som tysk, men i dag synger og skriver de kun på tysk.

## Bandmedlemmer
- Johannes “Jo“ Halbig (født den 30. juli 1989)
- Fabian “Fabi“ Halbig (født den 23. december 1992)
- Maximilian “Mäx” Schlichter (født den 3. juli 1988)

### Tidligere bandmedlemmer
- Manu (kun kendt under fornavnet)
- Andreas “Schlagi” Schlagenhaft (født den 9. september 1988)

## Diskografi

### Singler
- 2006: Richtig scheiße (auf 'ne schöne Art und Weise) (“Really Shitty (In a Good Way)”)
- 2006: Springt hoch (“Jump High”)
- 2006: Ich kann auch ohne dich (“I Can Go On Without You Too”)
- 2007: Liebmichhassmich (“Lovemehateme”)
- 2007: Letzte Minute (“Last Minute”)

### Album
- 2004: Von Vorne durch die Punkallee (“Straight Through Punk Avenue”)
- 2006: Invasion der Killerpilze (“Invasion of Killerpilze”)
- 2007: Mit Pauken und Raketen (With drums and rockets)

### DVDs
- 2006: Invasion Der Killerpilze
- 2007: Mit Pauken Und Raketen

## Awards/Priser

### 2005
- Nachwuchsbandwettbewerb "Top Act": 1. Plads[1]

### 2006
- Nachwuchsbandwettbewerb "Band des Jahres 2005": 1. Plads[2]

### 2007
- Echo: Nominering Newcomer des Jahres (national) (Bedste nykommer, Prisen gik til Lafee)
- Bravo Otto: 2. Plads Band Rock (1. Plads gik til Tokio Hotel)
- Guldplade for 100.000 eksemplarer solgt af Invasion der Killerpilze